# Michael Caspar Lundorp
Michael Caspar Lundorp (auch: Nicolaus Bellus, Gregor Erhardi; * um 1580 in Frankfurt am Main; † 24. September 1629 ebenda) war ein deutscher Historiker und Schriftsteller.

## Leben
Der Sohn des Caspar Lundorp erhielt seine erste Bildung in der Schule seiner Heimatstadt. Er absolvierte möglicherweise ein Studium an der Universität Marburg und an der Universität Wittenberg, kehrte 1604 nach Frankfurt zurück und wurde im Folgejahr Lehrer am dortigen Gymnasium. In jenem Jahr machte er die Bekanntschaft von Melchior Goldast, mit dem er gemeinsam an einer Ausgabe des Petronius arbeitete. Nachdem er 1607 von seinem Lehramt enthoben worden war, ging er unter die Schriftsteller, wobei er zwanzig Jahre lang als Journalist, als Publizist, als Philologe und als Historiker eine rege Tätigkeit entwickelte. Als sein Hauptwerk werden die Acta publica angesehen, eine Urkundensammlung der Zeitgeschichte seit dem Beginn des Dreißigjährigen Krieges, die mehrere Bearbeitungen erlebte.

## Schriften (Auswahl)
- Joannis Sleidani continuatio: das ist Beschreibung deß noch währenden vortrefflichen Böhmischen, Hungarischen vnd Teutschen Kriegß, Itzo ... in diese Historische Verfassung gebracht vund continuirt 3. Bände. Rote, Frenkfurt am Main 1556–1609. (Digitalisat der Ausg. 1621)
- Mercurius Austrius-Boheme-Germanicus. Frankfurt am Main 1622. (Digitalisat)
- Bellum Sexennale-Civile-Germanicum. Sive Annales Et Commentarii Historici Nostri Temporis De Statu Relligionis Et Reipublicae libri 2, In quibus omnia ab initio exortorum Bohemo-Germanicorum tumultuum a.C.1617 usque ad annum 1622 ... commemorantur. 3 Teile. Schönwetter, Frankfurt am Main 1621–23. (Digitalisat), (Digitalisat der Ausg. 1623)
- Politische Schatzcammer oder Form zu regieren, Das ist: ausserlesene schöne Discurs Relationes, Instructiones kayserlicher, königlicher Ambassiatorn Vnd bottschafften, oder historische, königlicher Ambassiatorn Vnd bottschafften oder historische, politische Erzehlungen Vnd Rahtschläge vieler … Schönwetter, Frankfurt am Main 1618. (Digitalisat)
- Oesterreichischer Lorberkrantz oder Kayserl. Victori: Das ist: wahrhafftige... Historische Beschreibung aller gedenckwürdigen Sachen und Händel, so sich… 1627
  - 1. Band 1627 (Digitalisat)
- Der römischen Kayserlichen Majestät und Deß heiligen römischen Reichs Geist- und weltlicher Stände, Chur- und Fürsten, Grafen, Herren und Städte acta Publica und schrifftliche Handlungen, Außschreiben, Sendbrieff, Bericht, Unterricht … Schönwetter, Frankfurt am Main 1611–25.
- Breviarii sive relationis Historicae semestralis Continuatio, das ist grundtliche und warhafftige auch historische Beschreibung aller gedenckwürdigen Sachen so hin und wieder… 1629